# Rosa 'Leopold Ritter'
Rosa 'Leopold Ritter' — плетистый сорт Старых садовых роз (англ. Old Garden Rose) класса Гибриды розы мультифлора (англ. Hybrid Multiflora).

## Биологическое описание
Климбер. Высота куста до 2—3 метров.
Цветки в небольших группах по 3—7, средних размеров, по форме напоминают цветки гибридов розы галлика, полумахровые, плоские, тёмно-кроваво-красные, аромат сильный.
Цветение однократное, иногда слабое повторное.

## В культуре
Зоны морозостойкости (USDA-зоны): от 2b до 8b.
Сорт отличается высокой выносливостью и быстрым ростом. Может быть использован для садов в ландшафтном стиле.